# As d'Or
As d'Or (укр. Золотий туз) — нагорода у сфері настільних ігор, що присуджується журі на Міжнародному фестивалі ігор в Каннах, Франція.
Нагороду засновано в 1988 році з метою «підкреслити найкращі ігри, представлені на фестивалі, та допомогти відвідувачам і громадськості у виборі ігор». З 1989 по 2003 рік журі з журналістів присуджувало «Золотий туз» в різних категоріях для ігор, представлених їхніми видавцями. Спеціальна нагорода, Super As d'Or, вручалася найкращій грі з будь-якої категорії.
У 2003 році процес було змінено для надання більшої автономії журі. Присуджувався лише один As d'Or, і було оголошено 10 номінантів.
У 2005 році нагорода об'єдналася з Jeu de l'Année. Було вирішено, що об'єднана нагорода повинна бути названа за роком нагородження, а не за роком публікації, тому перша об'єднана нагорода отримала назву As d'Or Jeu de l'Année 2005 з нагородами у трьох категоріях: сімейні ігри, для експертів та ігри для дітей. У 2012 році було додано нагороду As d'Or Prix du Jury.

## Super As d'Or
| Рік  | Гра             | Автор(и)                        | Видавець                           |
| ---- | --------------- | ------------------------------- | ---------------------------------- |
| 1988 | Supergang       | Жерар Матьє та Жерар Дельфанті  | Ludodélire                         |
| 1989 | Абалон          | Мішель Лале та Лоран Леві       | Abalone                            |
| 1990 | Тутанхамон      | Стефані Ронер та Крістіан Вольф | Jumbo                              |
| 1992 | Quarto          | Блез Мюллер                     | Gigamic                            |
| 1993 | S.O.S. Plombier | Link Group International        | Habourdin International            |
| 1994 | Pusher          | Вернер Фалькоф                  | Peri Spiele / Theta                |
| 1995 | Condottière     | Домінік Ергард                  | Eurogames                          |
| 1996 | Магія: Збирання | Річард Гарфілд                  | Wizards of the Coast / Hasbro      |
| 1997 | Gang of Four    | Лі Ф. Ій                        | Dargaud / Asmodée / Days of Wonder |
| 1998 | Zatre           | Манфред Шюлінг                  | Peri Spiele / Amigo / Gigamic      |
| 1999 | Spice Navigator | Віктор Лукас                    | Sentosphère                        |
| 2000 | Kahuna          | Гюнтер Корнетт                  | KOSMOS / Tilsit                    |
| 2001 | Блокус          | Бернар Тавітіан                 | Sekkoïa / Winning Moves            |
| 2002 | Bakari          | Вірджинія Чарвес                | Tactic                             |

## As d'Or
| Рік       | Гра            | Автор(и)    | Видавець       |
| --------- | -------------- | ----------- | -------------- |
| 2003      | Alhambra       | Дірк Генн   | Queen Games    |
| 2004-2005 | Ticket to Ride | Алан Р. Мун | Days of Wonder |

## L'As d'Or Jeu de l'Année
L'As d'Or Jeu de l'Année поєднує L'As d'Or та Jeu de l'Année у єдину систему нагородження, що вручається в чотирьох категоріях.

### As d'Or Jeu de l'Année (Сімейні ігри)
| Рік  | Гра                                      | Автор(и)                                | Видавець                      |
| ---- | ---------------------------------------- | --------------------------------------- | ----------------------------- |
| 2006 | Time's Up!                               | Пітер Сарретт                           | Repos Production              |
| 2007 | Du Balai !                               | Бруно Катала та Серж Лаже               | Asmodée                       |
| 2008 | Марракеш                                 | Домінік Ергард                          | Gigamic                       |
| 2009 | Dixit                                    | Жан-Луї Рубіра                          | Libellud                      |
| 2010 | Ідентик (пізніше перейменована в Duplik) | Вільям П. Джейкобсон та Аманда А. Коут  | Asmodée                       |
| 2011 | Skull and Roses                          | Ерве Марлі                              | Lui-même                      |
| 2012 | Takenoko                                 | Антуан Боза                             | Matagot / Bombyx              |
| 2013 | Legends of Andor                         | Міхаель Менцель                         | KOSMOS / Iello                |
| 2014 | Концепт                                  | Ален Ріволле та Гаетан Божеанно         | Repos Production              |
| 2015 | Кольт Експрес                            | Крістоф Раймбо                          | Ludonaute                     |
| 2016 | Містеріум                                | Олег Сидоренко та Олександр Невський    | Libellud                      |
| 2017 | Unlock!                                  | Сіріл Демег, Томас Куе та Аліса Керролл | Space Cowboys                 |
| 2018 | Azul                                     | Міхаель Кізлінг                         | Plan B Games                  |
| 2019 | The Mind                                 | Вольфганг Варш                          | Nürnberger-Spielkarten-Verlag |
| 2020 | Орифлама                                 | Адрієн Геслінг та Аксель Геслінг        | Studio H                      |
| 2021 | МікроМакро: Вбивче місто                 | Йоганнез Сіх                            | Blackrock Games               |
| 2022 | 7 Wonders: Architects                    | Антуан Боза                             | Repos Production              |
| 2023 | Акрополіс                                | Жюль Мессо                              | Gigamic                       |
| 2024 | Тріо                                     | Кая Міяно                               | Cocktail Games                |

### As d'Or Grand Prix (Експертні)
| Рік  | Гра                               | Автор(и)                 | Видавець                |
| ---- | --------------------------------- | ------------------------ | ----------------------- |
| 2012 | Олімпос                           | Філіп Кейертс            | Ystari Games            |
| 2013 | Myrmes                            | Йоан Левет               | Ystari Games            |
| 2014 | Брюссель 1893                     | Етьєн Еспреман           | Pearl Games             |
| 2015 | Five Tribes: The Djinns of Naqala | Бруно Катала             | Days of Wonder          |
| 2016 | Пандемія Спадщина                 | Метт Лікок та Роб Давіау | Z-Man Games / Filosofia |
| 2017 | Коса                              | Джеймс Стігмаєр          | Stonemaier Games        |
| 2018 | Тераформування Марса              | Якоб Фрікселіус          | FryxGames               |
| 2019 | Детектив. Сучасне розслідування   | Ігнацій Тшевічек         | Iello                   |
| 2020 | Res Arcana                        | Томас Леманн             | Sand Castle Games       |
| 2021 | Екіпаж                            | Томас Сінг               | KOSMOS                  |
| 2022 | Dune: Імперіум                    | Пол Деннен               | Dire Wolf               |
| 2023 | Новий ковчег                      | Матіас Вігге             | Capstone Games          |
| 2024 | La Famiglia: The Great Mafia War  | Максиміліан Марія Тіль   | Capstone Games          |

### As d'Or Jeu de l'Année Enfant (Дитячі ігри)
| Рік  | Гра                                                                                | Автор(и)                                         | Видавець                  |
| ---- | ---------------------------------------------------------------------------------- | ------------------------------------------------ | ------------------------- |
| 2006 | Splash attack                                                                      | Тьєррі Шапо                                      | Gigamic                   |
| 2007 | Magician's Night                                                                   | Єнс-Пітер Шліман та Кірстен Бекер                | Drei Magier Spiele        |
| 2008 | Castle Knights                                                                     | Крістіан Тіггеманн                               | Haba                      |
| 2009 | Сирний замок                                                                       | Єнс-Пітер Шліман та Бернхард Вебер               | Zoch                      |
| 2010 | Cache Moutons (перевидана компанією Libellud у 2013 році як Vite ! Cachons-nous !) | Фредерік Мойєрсоен                               | Zoch / Gigamic / Libellud |
| 2011 | SOS Octopus                                                                        | Олівер Ігельхаут                                 | Filosofia                 |
| 2012 | Rik le Géant                                                                       | Марко Тойбнер                                    | Haba                      |
| 2013 | Tino Topini                                                                        | Карін Хетлінг                                    | Ravensburger              |
| 2014 | Riff Raff                                                                          | Крістоф Канцлер                                  | Zoch / Gigamic            |
| 2015 | Gigamons                                                                           | Карім Ауїдад та Йохан Руссель                    | Elemon Games              |
| 2016 | Maître Renard                                                                      | Фредерік Вуаньо                                  | Superlude                 |
| 2017 | Go Cuckoo!                                                                         | Жозеп Марія Альє та Віктор Баутіста і Рока       | Haba                      |
| 2018 | Outfoxed!                                                                          | Маріса Пенья, Шенон Лайон та Колт Тіптон-Джонсон | Game Factory              |
| 2019 | Mr. Wolf                                                                           | Марі Фор та Вілфрід Фор                          | Blue Orange Games         |
| 2020 | Dream Catcher                                                                      | Лоран Ескоф'є та Давід Франк                     | Space Cow                 |
| 2021 | Dragomino                                                                          | Бруно Катала, Марі Фор, Вілфрід Фор              | Blue Orange Games         |
| 2022 | Bubble Stories                                                                     | Метью Данстан                                    | Blue Orange Games         |
| 2023 | Flashback: Zombie Kidz                                                             | Батіст Деррез, Марк-Антуан Дуайон                | Le Scorpion Masque        |
| 2024 | Puzzle Adventure                                                                   | Антонін Боккарра, Ромарік Галлоньє               | Gameflow                  |

### As d’Or – Jeu de l’Année Prix (Для досвідчених)
| Рік  | Гра          | Автор(и)                          | Видавець        |
| ---- | ------------ | --------------------------------- | --------------- |
| 2022 | Живий ліс    | Аске Крістіансен                  | Blackrock Games |
| 2023 | Challengers! | Йоганнес Креннер, Маркус Славічек | Z-Man Games     |
| 2024 | Небокрай     | Йоганнес Гупі, Корентен Лебра     | Catch Up Games  |

### As d'Or Prix du Jury
| Рік  | Гра                                                                  | Автор(и)                                              | Видавець                     |
| ---- | -------------------------------------------------------------------- | ----------------------------------------------------- | ---------------------------- |
| 2008 | The Princes of Florence                                              | Вольфганг Крамер, Ріхард Ульріх, Єнс Крістофер Ульріх | Ravensburger                 |
| 2009 | Агрікола                                                             | Уве Розенберг                                         | Lookout Games / Ystari Games |
| 2010 | Small World                                                          | Філіп Кейертс                                         | Days of Wonder               |
| 2011 | 7 Wonders                                                            | Антуан Боза                                           | Repos Production             |
| 2012 | Шерлок Голмс, детектив-консультант. Убивства на Темзі та інші справи | Гері Грейді, Сюзан Голдберг та Реймон Едвардс         | Ystari Games                 |
| 2013 | X-Wing Miniatures Game                                               | Джей Літл                                             | FFG / Edge                   |
| 2014 | The Builders: Middle Ages                                            | Фредерік Анрі                                         | Bombyx                       |
| 2015 | Loony Quest                                                          | Лоран Ескоф'є та Давід Франк                          | Libellud                     |